# Ichkern
 (avril 2025).
Améliorez-le ou discutez des points à vérifier. 
Ichqern ou Ichqern, Ichkiren (išqirr en tamazight) est une tribu berbère du Dir du  (partie sud du Moyen Atlas), leur capitale est la ville d'Elkbab relevant de la province de Khénifra, cette tribu est connue sous le nom Ichkern sans le nominatif Aït.
Elle appartient à la sous-fédération Sanhadja. En 1914, ils participent à la bataille d'Elhri aux côtés des zayanes dirigés par Mouha Ou Hammou Zayani.

## Situation géographique
La tribu des ait ihand a pour ville représentante Krouchen.

## Liens Externes
- situation géographique d'Ichkern
- Carte de la tribu Ichkern